# Christopher Blevins
Christopher Hunnewell Blevins (Albuquerque, 14 de marzo de 1998) es un deportista estadounidense que compite en ciclismo de montaña en la disciplina de campo a través; aunque también disputa carreras de ruta y ciclocrós.
Ganó seis medallas en el Campeonato Mundial de Ciclismo de Montaña entre los años 2019 y 2024.
 Además, obtuvo una medalla de plata en el Campeonato Mundial de Ciclismo de Montaña en Maratón de 2024.

## Medallero internacional
| Campeonato Mundial | Campeonato Mundial        | Campeonato Mundial | Campeonato Mundial         |
| Año                | Lugar                     | Medalla            | Competición                |
| ------------------ | ------------------------- | ------------------ | -------------------------- |
| 2019               | Mont-Sainte-Anne (Canadá) | Medalla de plata   | Campo a través por relevos |
| 2021               | Val di Sole (Italia)      | Medalla de oro     | Campo a través corto       |
| 2021               | Val di Sole (Italia)      | Medalla de plata   | Campo a través por relevos |
| 2021               | Val di Sole (Italia)      | Medalla de bronce  | Campo a través (b. e.)     |
| 2022               | Les Gets (Francia)        | Medalla de bronce  | Campo a través por relevos |
| 2024               | Pal Arinsal (Andorra)     | Medalla de oro     | Campo a través por relevos |

| Campeonato Mundial | Campeonato Mundial        | Campeonato Mundial | Campeonato Mundial |
| Año                | Lugar                     | Medalla            | Competición        |
| ------------------ | ------------------------- | ------------------ | ------------------ |
| 2024               | Snowshoe (Estados Unidos) | Medalla de plata   | Campo a través     |